# 漢友籃球隊
漢友籃球隊（Hon Yau Basketball Team），現時在香港男子甲一組籃球聯賽角逐。

## 球隊歷史
漢友籃球隊是由漢華中學校友會成立，上世紀六十年代初已角逐香港公開籃球聯賽男子乙組，至近十年以漢華、桂華山和香港大學的「翁家軍」（翁金驊徒弟）球員為班底基礎。
2018年起漢友籃球隊獲安保工程冠名注資，得以引進外援，力爭勝出甲二組聯賽升班。最終他們於甲二組決賽周最後一輪以110比82完勝初賽冠軍建龍，趁日域以92比96僅敗予旭暉後上奪冠，成為甲一組聯賽第一隊來自本港學校校友會的參賽球會。
為協助球員加快職業化，安保漢友於2019年邀得中華台北名宿顏行書加盟教練組。
2019年成績聯賽第五名。
2023年目標聯賽打入前五名。

## 球會文化
- 甲一聨赛唯一一隊紫色主場球衣。

## 球隊近況
2021年主力陣容包括趙健鋒、蘇尚瀛、温梓豐及林家满。
2024年主將林家滿轉投甲二愉園.

## 球隊榮譽
- 2018甲二籃球聯賽聯賽冠軍

## 管理層
- 球會主席：魏振雄
- 球會董事：葉亦楠(行政總裁)
- 球會董事：貝鈞奇(漢華中學校友會會長)
- 球會贊助商：安保工程

## 職員名單
- 球會總教練：翁金驊
- 球會助理教練：顏行書
- 球會助理教練：陳建平
- 球會體能教練：譚兆華
- 球隊隊長： 溫梓豐

## 球員名單（2024年)
- 易漢暉（中鋒）
- 溫梓豐（中鋒）
- 鄭文璁（中鋒）
- 黃俊財（前鋒）
- 蔡駿賢（前鋒）
- 李浩俊（前鋒）
- 鄭錦興（前鋒）
- 倪霆璁（前鋒）
- 吳約翰（前鋒）
- 吳俊恒（前鋒）
- 趙鍵鋒（後衞）
- 朱浩雯（後衛）
- 殷兆俊（後衛）
- 林家滿 （後衞）
- 曾創發（後衛）
- 鄺錦昌（後衛）
- 黃銘德（後衛）
- 黃梓豐（後衛）
- 王超望（後衛）
- 翁金驊（後衛）

## 歷任管理層
- 魏振雄(2018年一）

## 歷任總教練
- 翁金驊(2014年一）

## 歷任助教
- 陳建平(2019年一）
- 顔行書(2019年一）

## 歷任體能教練
- 譚兆華(2019年一）

## 歷任隊長
- 温梓豐(2019年一）

## 曾效力球員

### 本地球員
- 蘇尚瀛
- 鍾俊昇
- 林家滿

### 外援球員
- 托查摩利路斯